# ألينا تيلكي
ألينا تيلكي (بالتركية: Aleyna Tilki)‏ (مواليد 28 مارس 2000) هي مغنية تركية، اشتهرت بعد تقديمها أغنية Cevapsiz Cinlama سنة 2016، حققت من خلال هذه الأغنية شهرة واسعة في تركيا، وكانت الأكثر بحثاً على محراكات البحث الإلكترونية خلال نفس السنة في تركيا. وحقق فيديو كليب أغنيتها 336 مليون مشاهدة على موقع يوتيوب. كما شاركت في برنامج المواهب التركية الموسم السادس ووصلت لنصف النهائي.

## روابط خارجية
- ألينا تيلكي على موقع IMDb (الإنجليزية)
- ألينا تيلكي على موقع ميوزك برينز (الإنجليزية)
- ألينا تيلكي على موقع أول ميوزيك (الإنجليزية)
- ألينا تيلكي على موقع ديسكوغز (الإنجليزية)